# Barre colore

Barre colore SMPTE per alta definizione

Il segnale delle barre colore è utilizzato nella produzione televisiva come riferimento e test di ogni apparato che genera, elabora o trasmette segnali. Osservato strumentalmente, è un utile mezzo di diagnostica.

## Uso delle barre colore
Nonostante siano state sviluppate in origine per la calibrazione degli apparati analogici, l'uso delle barre colore rimane diffusissimo anche in tutti gli ambienti di produzione digitale. Tutti i monitor, a prescindere dalla tecnologia utilizzata, utilizzano un qualche tipo di voltaggio per attivare o regolare la luminosità di un pixel. L'uso delle barre colore permette di verificare i livelli di luminanza e crominanza su monitor a tubo catodico, plasma, o cristalli liquidi.
Le barre colore sono usate anche, tramite la generazione di scritte, per identificare la stazione trasmittente, cosa molto comoda nello smistamento di un gran numero di segnali.
Un'espressione molto comune nella produzione televisiva è barre e nota. Questo indica la presenza del segnale delle barre sul video e di un tono a 1000 Hz sull'audio, usato per il corretto livellamento degli stadi di ingresso di registratori e mixer. Le videocassette dovrebbero avere sempre un minuto di barre e nota all'inizio per la taratura corretta del videoregistratore in lettura. Sul tono audio, è a volte presente un segnale modulato che si alterna alla nota, per esempio una voce che identifica l'origine del segnale e distingue i vari canali audio disponibili.

## Barre colore SMPTE

Barre colore SMPTE

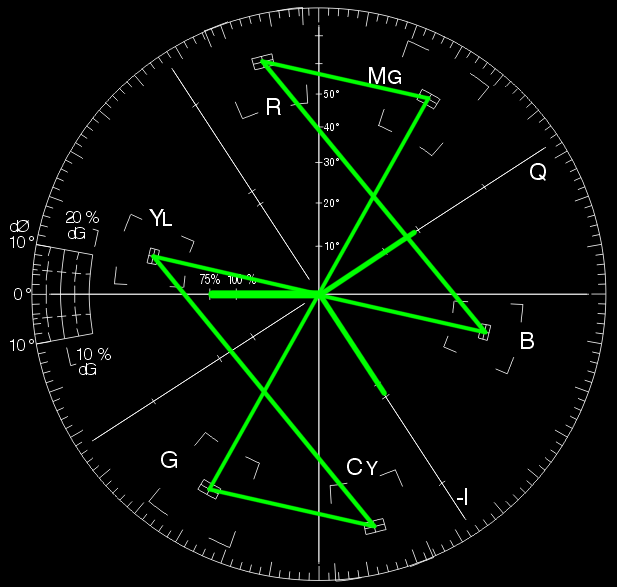
Barre colore SMPTE visualizzate su un vettorscopio NTSC.

Le SMPTE color bars sono usate in prevalenza nei paesi che seguono lo standard NTSC, come il Nord America. La SMPTE si riferisce a questo segnale di test come Engineering Guideline EG 1-1990. I componenti del segnale sono uno standard riconosciuto, quindi la loro comparazione in vari punti della catena video permette di capire come il segnale sia stato alterato durante la trasmissione o la registrazione, e di conseguenza permette di applicare le opportune compensazioni. Inoltre, il segnale delle barre colore permette anche di regolare un televisore o in generale un monitor per riprodurre le componenti di luminanza e crominanza correttamente.
Lo sviluppo di questo segnale ha ricevuto un premio Emmy per la tecnologia nel 2001.
Una versione aggiornata delle barre colore SMPTE, sviluppata con il nome di ARIB STD-B28 dalla Japanese Association of Radio Industry and Businesses e standardizzata in seguito come SMPTE RP 219-2002, è usata per la verifica dei segnali sia 4:3 SDTV che 16:9 HDTV.

### Composizione
Nelle barre colore SMPTE, i due terzi superiore dell'immagine contengono sette barre al 75% di intensità, secondo l'ordine bianco, giallo, ciano, verde, magenta, rosso e blu. Questa sequenza copre tutte le sette combinazioni di colore che si possono avere usando almeno uno dei colori primari, con il blu che si alterna ogni due barre, il rosso ogni tre e il verde presente sulle prime quattro e assente nell altre tre. Dal momento che il verde compone la maggior parte della luminanza, seguito dal rosso e dal blu, questa sequenza è visibile sul waveform monitor con la crominanza filtrata come una scala discendente, mentre sul vettorscopio sono tracciati dei segnali di riferimento che indicano dove dovrebbero trovarsi le estremità dei vettori.
Sotto le barre verticale c'è una striscia che contiene una serie di riquadri blu, magenta, ciano e bianchi. Impostando il monitor per visualizzare solo il segnale blu, la combinazione dei riquadri con le barre permette di impostare correttamente il controllo del colore. Su un monitor regolato correttamente, dovrebbero apparire come quattro blocchi solidi, senza differenza osservabili tra le barre e i riquadri.
La sezione inferiore contiene un quadrato bianco al 100% e un rettangolo nero al 7,5%, usati per regolare la luminosità del monitor. Può anche essere presente una sezione con un segnale pluge ("Picture Line-Up Generation Equipment"), utile per una regolazione precisa di luminosità e contrasto. Inoltre, ci sono due segnali di riferimento per la verifica della decodifica corretta della sottoportante colore a 3,58 MHz, visibile come due brevi vettori sul vettorscopio.

## Barre colore UER

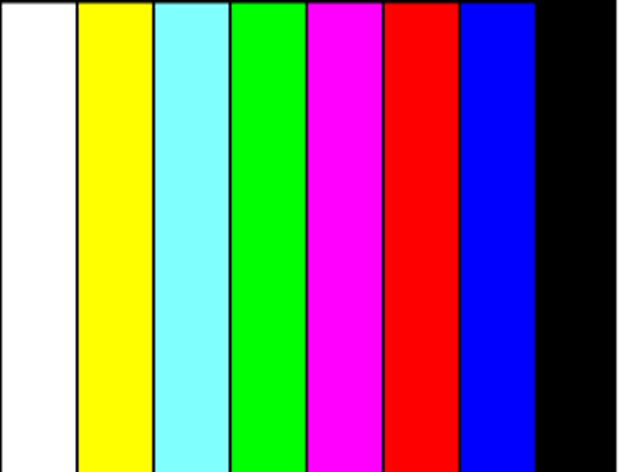
Barre colore UER

L'Unione europea di radiodiffusione prevede delle barre colore ordinate secondo livelli decrescenti di luminanza. Queste barre sono molto facili da identificare e da riconoscere, con l'aspetto di una scala di grigi ordinata dal bianco al nero. Questo tipo di barre sono molto usate in PAL.
La tabella rappresenta i livelli dei differenti componenti di segnale delle barre:
| Colore  | Luminanza Y | R-Y   | B-Y   | S    | Y+S  | Y-S   |
| ------- | ----------- | ----- | ----- | ---- | ---- | ----- |
| Bianco  | 1           | 0     | 0     | 0    | 1    | 1     |
| Giallo  | 0,89        | 0,11  | -0,89 | 0,9  | 1,79 | -0,01 |
| Ciano   | 0,70        | -0,70 | 0,30  | 0,76 | 1,46 | -1,06 |
| Verde   | 0,59        | -0,59 | -0,59 | 0,83 | 1,41 | -0,24 |
| Magenta | 0,41        | 0,59  | 0,59  | 0,83 | 1,24 | -0,42 |
| Rosso   | 0,33        | 0,70  | -0,30 | 0,76 | 1,06 | -0,46 |
| Blu     | 0,11        | -0,11 | 0,89  | 0,90 | 1,01 | -0,79 |
| Nero    | 0           | 0     | 0     | 0    | 0    | 0     |

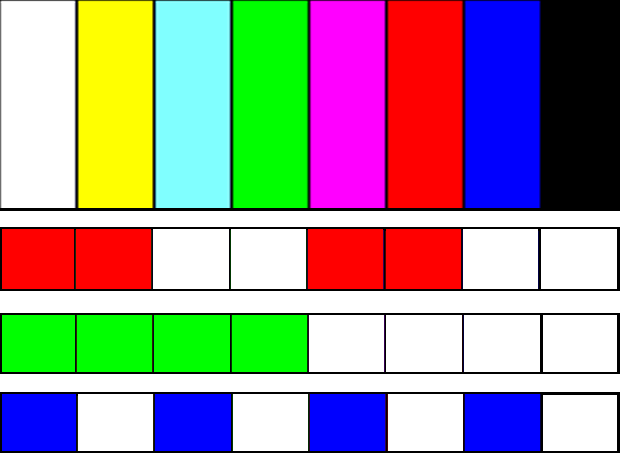
Composizione dei segnali RGB delle barre EBU.

I valori indicati in tabella valgono nel caso in cui la crominanza sia al 100% di saturazione, quindi con i segnali RGB generati allo stesso livello. Questo livello però crea interferenze in trasmissione, per cui di solito si usano componenti ponderati con i valori al 78%:
- Crominanza del rosso: V`= 0.88(R - Y) = 0,6R - 0,5G - 0,1B.
- Crominanza del blu: U`= 0,49(B - Y) = 0,15R - 0,30G - 0,45B.